# Odynerus patrizi
Odynerus patrizi är en stekelart som beskrevs av Guiglia. Odynerus patrizi ingår i släktet lergetingar, och familjen Eumenidae. Inga underarter finns listade i Catalogue of Life.